# Baia di Coos
La baia di Coos è una grande insenatura della costa pacifica dell'Oregon sud-occidentale negli Stati Uniti. La baia fa da estuario per il fiume Coos, ed è il porto naturale più grande e profondo della costa pacifica statunitense tra San Francisco e il fiume Columbia. L'omonima cittadina di Coos Bay, già Marshville, sorge sulle sue rive.